# Sericochroa chorista
Sericochroa chorista är en fjärilsart som beskrevs av William Schaus 1922. Sericochroa chorista ingår i släktet Sericochroa och familjen tandspinnare. Inga underarter finns listade i Catalogue of Life.